# 名侦探柯南主题曲
《名侦探柯南主题曲》（日语：名探偵コナン メイン・テーマ）是动画片《名侦探柯南》系列的主题音乐，由大野克夫作曲。该曲也被认为是《名侦探柯南》系列最为知名的配乐之一。

## 简介
该曲自动画《名侦探柯南》开播以来便一直被沿用至今，旋律与大野克夫1972年为刑侦剧《向太阳怒吼！》创作的主题曲相似。除动画正片之外，每话的“下集预告”也会使用本曲作为背景音乐。另外，从《名侦探柯南》剧场版第一作《引爆摩天楼》开始，该曲均被用作剧场版动画片头曲，而且每部剧场版动画都会使用的版本都有所不同。
该曲另有填词版本，其中一版的歌名为《如果有你》，由高柳恋填词，原唱为伊织，是《名侦探柯南：世纪末的魔术师》的插曲。之后由Reiko翻唱，并作为《名侦探柯南：迷宫的十字路口》的插曲；另一版为小林準治填词、高山南演唱的《一直前行》（まっすぐ行く），最初为《名侦探柯南》播出15周年纪念作品，但直至2013年3月才在第692集《隅田川的夜樱风景线（前篇）》中作为插曲播出，2015年播出的第776集《受人操控的名侦探（后篇）》也用到了这首插曲。